# Babak Vakili
Babak Vakili med kunstnernavnene Bobby Shams og Vakili (født 1986 i Danmark) er en dansk forfatter, rapper og podcastdokumentarist. Han har blandt andet været manuskriptforfatter (sammen med instruktøren Jahfar Muataz) på spillefilmen Hele vejen.

## Levnedsløb
Babak Vakili er født i 1986 i Danmark og opvokset på Nørrebro i København som søn af to flygtninge fra Iran. Forældrene flygtede fra Iran efter den iranske revolution i 1979, hvor islamister tog magten i landet.
Vakili tog en uddannelse som cand.scient.pol. ved Københavns Universitet. Derudover har han i mange år rappet under aliasserne Vakili og Bobby Shams. Han arbejder som forfatter og manuskriptforfatter til tv-serier, film, teater og podcast.

## Forfatterskab
Vakili var i 2021 ophavsmand til podcasten Generationen i fire afsnit sendt på DR, Den havde form som en dokumentar blandet med fiktion, Vakilis egne digte, rap og historiske perspektiver. Indholdet var hiphop og politik, men først og fremmest identiteten hos den generation af unge indvandrere og efterkommere, som voksede op i Danmark i en tid, der var præget af debatten om indvandring til Danmark, danskhed, terrorangrebet den 11. september 2001 og Muhammed-tegningerne.
Babak Vakili har skrevet en serie børnebøger i serien Anas Hashim.  I 2023 udkom hans første bog for voksne med titlen Første gang jeg bliver afvist. Den handlede om en ung mands oplevelser med diskrimination i nattelivet og den afmagt, ydmygelse og skyld, som diskriminationen mod ham vækker.
Han har skrevet manuskriptet til tv-serien Fredløs, der blev sendt på DR i 2021 og (sammen med instruktøren Jahfar Muataz) til spillefilmen Hele vejen fra 2025.